# الفقر في إندونيسيا

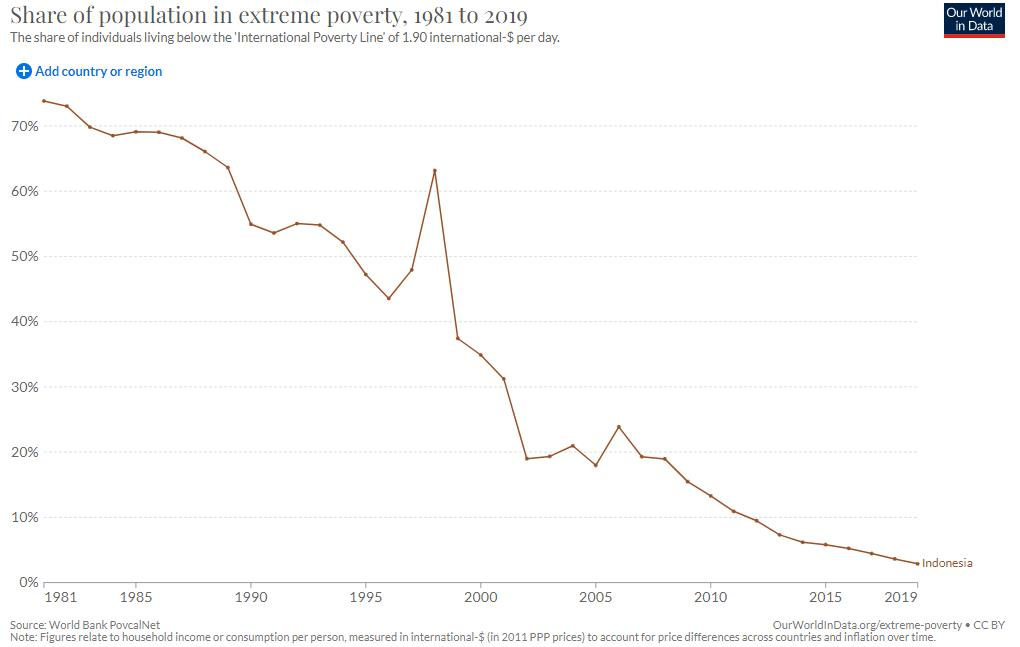
تطور نسبة السكان في الفقر المدقع في إندونيسيا بين 1981 و2019: تحليل بيانات البنك الدولي

الفقر في إندونيسيا هي مشكلة واسعة الانتشار رغم أن الأرقام الرسمية تظهر في السنوات الأخيرة انخفاضًا. نظرًا للطبيعة الريفية الكثيفة لأجزاء من جاوة وبالي ولومبوك وأجزاء من سومطرة، يمكن تصنيف الفقر إلى فقر ريفي وحضري. لا ينتشر الفقر الحضري في منطقة جاكرتا العاصمة فحسب، بل في ميدان وسورابايا أيضًا.
كأرخبيل مترامي الأطراف، تختلف خصائص الفقر وآثاره على نطاق واسع من جزيرة إلى أخرى ومن ثقافة إلى أخرى. يعاني الجزء الإندونيسي من غينيا الجديدة (التي تضم مقاطعتي بابوا وبابوا الغربية) من مشاكل فقر خطيرة بسبب العزلة الاقتصادية والثقافية واللغوية والمادية التي تميزها عن بقية إندونيسيا.

## الأرقام
في فبراير 1999 تم تصنيف 47.97 مليون شخص على أنهم فقراء، وهم يمثلون 47.43 ٪ من سكان البلاد. ومع ذلك يجب أن يأخذ هذا الرقم في الاعتبار مشكلة الروبية في الأزمة المالية الآسيوية. بحلول يوليو 2005 انخفض هذا العدد إلى 35.10 مليون، وهو ما يمثل 41.97 ٪ من مجموع السكان. تظهر أحدث الأرقام المتاحة مارس 2007 أن 37.17 مليون شخص يعيشون تحت خط الفقر ويمثلون 20.58 ٪ من مجموع السكان.
بناءً على تقرير من بنك التنمية الآسيوي، بلغ عدد سكان إندونيسيا الوطنيين في عام 2015 حوالي 255.46 مليون نسمة، يعيش 47.2٪ منهم تحت خط الفقر الوطني.
حدد خط الفقر الوطني في إندونيسيا استهلاكًا شهريًا يبلغ 73.535 روبية (25 دولارًا) شهريًا لكل شخص حوالي 82 سنتًا يوميًا. كان هناك أيضًا تباين في أوائل عام 2014، حيث تم تصنيف 23.8 ٪ من سكان الريف على أنهم فقراء بينما كان سكان الحضر الفقراء كانوا 16.2٪. هذا ينبع من الوظائف المنخفضة الإنتاجية المتاحة في البلاد في قطاعات الزراعة والخدمات المنخفضة.